# 사랑 이별이야기
사랑・이별이야기는 1992년에 발매된 김민종의 1집 데뷔 앨범이다. 
타이틀 곡이자 영화 하얀 비요일의 ost로도 알려진 지우 작사, 서영진 작곡의 <또 다른 만남을 위해>를 비롯 총 9곡이 수록된 이 앨범은 또 다른 만남을 위해가 kbs가요톱텐 3위에 랭크되었다. 후속곡인 TO YOU는 오리온 투유 초콜릿 광고음악으로도 사용되었으며 9번트랙에 실린곡 "꿈이었을까?"는 잔잔한 느낌의 김민종의 자작곡이기도 하다. 6번트랙 "어두운 밤에 홀로"를 포함 총 2곡의 작사에도 참여하였다.

## 수록곡
| #            | 제목                                              | 작사         | 작곡         | 편곡         | 재생 시간 |
| ------------ | ------------------------------------------------- | ------------ | ------------ | ------------ | --------- |
| 1.           | 〈또 다른 만남을 위해 (하얀 비요일 ost)〉 (TITLE) | 지우         | 서영진       | 서영진       | 4:33      |
| 2.           | 〈그대의 품에 다시 안기어〉                       | 지우         | 서영진       | 서영진       | 4:06      |
| 3.           | 〈언제나 내맘속에 있는 너〉                       | 송재준       | 송재준       | 송재준       | 4:32      |
| 4.           | 〈TO YOU〉                                        | 지우         | 서영진       | 서영진       | 4:20      |
| 5.           | 〈흔들리는 사람들〉                               | 지우         | 서영진       | 서영진       | 3:36      |
| 6.           | 〈어두운 밤에 홀로〉                              | 김민종       | 서영진       | 서영진       | 3:37      |
| 7.           | 〈지나간 시간〉                                   | 서영주       | 김형석       | 서영진       | 4:00      |
| 8.           | 〈알 수 없는 아쉬움〉                             | 지우         | 서영진       | 서영진       | 4:06      |
| 9.           | 〈꿈이었을까?〉                                   | 김민종       | 김민종       | 서영진       | 2:55      |
| 총 재생 시간 | 총 재생 시간                                      | 총 재생 시간 | 총 재생 시간 | 총 재생 시간 | 34:53     |